# Virus adeno-associati
I virus adeno-associati (AAV) sono un piccolo gruppo di virus a singola elica di DNA (appartenenti alla famiglia dei parvovirus) non-enveloped, con capside di 20-30 nm di diametro, così chiamati perché isolati per la prima volta con gli adenovirus; sono difettivi e perciò non riescono ad effettuare un'infezione produttiva (cioè con replicazione del DNA virale, assemblaggio dei nuovi virus e infezione di altre cellule) senza la collaborazione di virus helper co-infettanti, ad esempio i suddetti adenovirus.
Gli AAV normalmente non si integrano nel genoma della cellula ospite, ma rimangono in forma episomale, e generano nuovi virioni. 
Tuttavia, in assenza del virus helper, il virus adenoassociato instaura uno stato di latenza integrandosi, grazie all'azione della proteina ricombinasi Rep, nel genoma dell'ospite in posizione 19q13.3 in maniera sito specifica all'interno del sito AAVS1. In caso di co-infezione della cellula ospite da parte di un virus helper o di stress cellulare, come in seguito all'esposizione di agenti fisici (come raggi X o UV, shock termico) o chimici (idrossiurea, cisplatino, mitomicina C inibitori di proteasi e topoisomerasi), si osserva l'attivazione del processo replicativo virale con lisi cellulare e rilascio di particelle infettive.
Genoma:

ITR foldate a struttura a T, promotore p5, gene per le proteine Rep, gene per le proteine Cap e poliA.
Abbiamo 4 proteine Rep : sono disposte in coppie, la cui trascrizione parte dai promotori interni al gene p19 e p40, la proteina più corta si origina per splicing alternativo. Abbiamo:

- Rep 52 e Rep 40: funzione elicasica e di packaging
- Rep 78 e Rep 68: funzione di DBP ed endonucleasica. controllano integrazione, trascrizione e replicazione virali, andando ad agire su siti specifici posti sulle ITR.

Abbiamo le proteine Cap : sono 4 proteine che si originano da un unico trascritto per splicing alternativo, e vanno a comporre il capside e sono importanti nel budding (fuoriuscita) dei virioni.
Replicazione:

Per la duplicazione del filamento: è necessaria la DNA polimerasi e la Topoisomerasi cellulari, mentre in un secondo momento intervengono le proteine Rep virali.